# Honey, I'm Good.
Honey, I'm Good. è il secondo singolo del cantante statunitense Andy Grammer del suo secondo album, Magazines or Novels (2014).
Fu pubblicato negli Stati Uniti nel novembre 2014 e trasmesso radiofonicamente nel febbraio 2015. La canzone raggiunse la posizione numero 9 nella classifica Billboard Hot 100, rendendolo il singolo con più successo di Grammer a oggi. È stato certificato triplo platino da RIAA e classificato come una delle 10 canzoni più vendute del 2015 da Soundscan. Il singolo è stato scritto da Grammer e Nolan Sipe, e prodotto da Steve Greenberg, Brian West insieme a Sipe.
La canzone fu trasmessa su country radio il 27 luglio 2015 come duetto con la Eli Young Band.

## Significato del testo e composizione
Il testo della canzone ruota intorno al concetto di monogamia e al restare fedele in una relazione. Non appena aver chiesto la vera ispirazione della canzone, Grammer rispose, "La canzone è riguardo al restare onesti e essere un tipo, 'Sì, sei sexy, ma ho una signorina a casa che è incredibile. Vale la pena restare sinceri.'"
Honey, I'm Good. è stata scritta in La maggiore con un tempo di 122 bpm.

## Rilascio
Honey, I'm Good. è il secondo singolo del secondo album discografico di Grammer, Magazines or Novels, rilasciato il 21 novembre 2014 con un successivo video il 12 dicembre 2014. Fu programmata la trasmissione radiofonica su hot adult contemporary il 19 gennaio 2015, ma venne spostato verso il 2 febbraio 2015 per coincidere con la pubblicazione della radio contemporary hit. La canzone fu resa disponibile allo streaming su Spotify il 31 maggio 2015 per il Regno Unito, e fu pubblicata il 13 luglio per i rivenditori digitali. Honey, I'm Good. fu ripubblicata in una nuova versione con il gruppo country statunitense Eli Young Band e pubblicata digitalmente il 14 luglio 2015. Fu poi trasmessa su radio country il 27 luglio 2015.

## Commenti
Chelsea Samilson scrive: "È semplice realismo, e lui non si vanta o si rende superiore. Infatti, lui canta 'better men than me have failed, drinking from that unholy grail.'"

## Video musicale
Nel novembre 2014, uscì un video lyric inserendo due fumetti vintage (due titoli fuori stampa: Space Detective e Out of This World) per un video da commedia diretto da Jason Merrin.
Nel dicembre 2014, fu pubblicato il video ufficiale, con la partecipazione di 100 coppie reali (insieme da pochi mesi fino a 70 anni), incluso Grammer e sua moglie Aijia Grammer.

## Cover
La canzone venne utilizzata come da cover per dall'artista country irlandese Ritchie Remo nell'agosto 2015. Venne inclusa anche nel suo album Hit The Diff. Remo pubblicò inoltre, un video musicale diretto da Eddie Creaney, Shane Doyle & Philip Magowan. Venne anche utilizzata come cover a cappella dal gruppo country americano Home Free nel loro album del 2015 Country Evolution, con un video della canzone pubblicato nell'aprile dello stesso anno.